# Bioska
Bioska (en serbe cyrillique : Бноска) est un village de Serbie situé sur le territoire de la Ville d'Užice, district de Zlatibor. Au recensement de 2011, il comptait 419 habitants.

## Démographie
| 1948  | 1953  | 1961  | 1971  | 1981 | 1991 | 2002 | 2011 |
| ----- | ----- | ----- | ----- | ---- | ---- | ---- | ---- |
| 1 326 | 1 402 | 1 367 | 1 191 | 915  | 697  | 554  | 419  |

|  |